# Józef Kotlarczyk
Józef Kotlarczyk (ur. 13 lutego 1907 w Krakowie, zm. 28 września 1959 w Bydgoszczy) – piłkarz, reprezentant Polski. Młodszy brat Jana Kotlarczyka, również piłkarza i reprezentanta.

## Kariera
Podobnie jak brat, wychowanek Nadwiślana (1922–1927). W Wiśle Kraków w latach 1927–1939 (dwanaście sezonów) rozegrał 244 mecze ligowe i strzelił 13 goli. Debiutował 16 czerwca 1927 w wyjazdowym meczu z Warszawianką (2:0), zaś pierwsze dwie bramki dla Wisły zdobył już trzy dni później, 19 czerwca 1927 w Toruniu przeciwko miejscowemu TKS (7:2). Ostatni mecz ligowy zagrał 20 sierpnia 1939, w wieku 32 lat i 188 dni. Rywalem tak jak ponad 12 lat wcześniej była Warszawianka (4:2). Jeśli chodzi o ostatnie trafienie Józefa Kotlarczyka, to padło ono 3 maja 1930 we Lwowie, w zremisowanym 2:2 meczu z Pogonią. W latach 1936–1939 był kapitanem Wisły, choć opaskę zdarzało mu się nosić już wcześniej, gdy nie mógł grać brat.
30-krotny reprezentant Polski, grał również w kilku grach nieoficjalnych. Zadebiutował 26 października 1930 w meczu z Łotwą (6:0). W 1936 wystąpił na olimpiadzie w Berlinie. Po zakończeniu reprezentacyjnej kariery przez Henryka Martynę, w sezonie 1937 to Józef Kotlarczyk był kapitanem drużyny narodowej (1937). Ostatni mecz rozegrał 10 października 1937 przeciwko Łotwie (2:1).
Początkowo napastnik, później przez wiele lat grał jako pomocnik, zdarzały mu się też gry jako obrońca (sezon 1932). Jeden z najlepszych polskich piłkarzy, wraz z bratem stanowił o sile przedwojennej Wisły i reprezentacji. Swój talent wzbogacał walecznością i pracowitością na boisku. Reprezentował nowoczesny styl gry – ofensywny i bardzo agresywny.

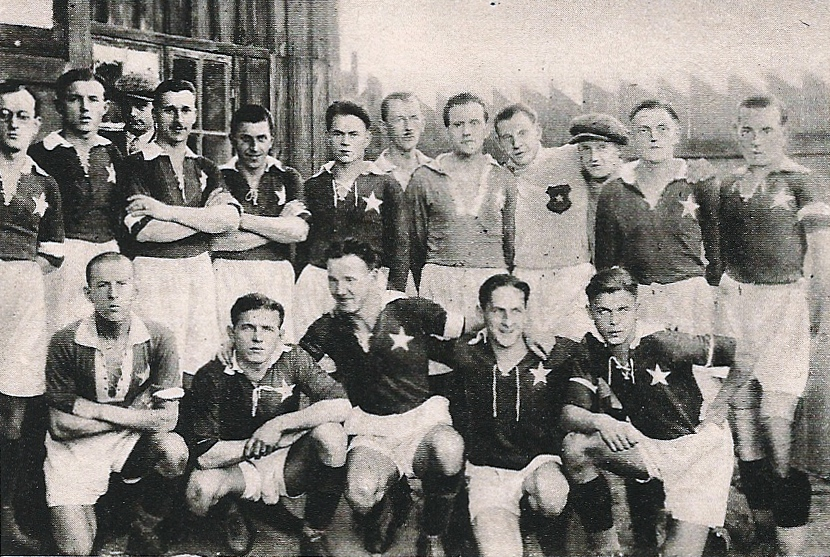
Wisła Kraków w 1927 roku, Kotlarczyk drugi z lewej w górnym rzędzie

Jako trener początkowo szkolił wiślacką młodzież. W 1952 rozpoczął  pracę w II-ligowej Polonii Bydgoszcz. W premierowym sezonie zajął z drużyną 2. miejsce, ulegając – o punkt – jedynie lokalnemu rywalowi, Zawiszy. Dzięki temu, zespół prowadzony przez Kotlarczyka, w sezonie 1953 zachował jednak II-ligowy byt po reformie rozgrywek. Na koniec sezonu drużyna świętowała sukces – wygrywając rozgrywki i zdobywając awans do I ligi (razem z ŁKS Łódź). Pierwszy mecz Józefa Kotlarczyka jako trenera klubu ekstraklasy miał miejsce 14 marca 1954 – w Bydgoszczy gościł AKS Chorzów, który zwyciężył 1:0. W sezonie 1954 Polonia Bydgoszcz zajęła 9. miejsce w stawce 12 drużyn, co oznaczało utrzymanie. Posadę stracił jednak trener – zastąpiony przez Edwarda Drabińskiego. Pod wodzą nowego trenera Polonia jednak nie zachwycała, zdobywając w 11 meczach ledwie 8 punktów. Spowodowało to kolejną zmianę i powrót Kotlarczyka na trenerską ławkę. Nastąpił on 17 sierpnia 1955, a do Bydgoszczy przyjechała wówczas krakowska Wisła. W 11 meczach (jedno ze spotkań zostało powtórzone) Kotlarczyk zdobył 10 punktów. Na koniec sezonu Polonia zajęła 10. miejsce, utrzymując się w lidze.
Zmarł w Bydgoszczy. Pochowany na cmentarzu Rakowickim w Krakowie (kwatera IX-3-26).

### Sukcesy
- Mistrzostwo Polski: 1927, 1928
- Wicemistrzostwo Polski: 1930, 1931, 1936, 1939 (rozgrywki niedokończone)
- III miejsce Mistrzostw Polski: 1929, 1933, 1934, 1938
- 30-krotny reprezentant Polski (1930–1937) – IV miejsce podczas Igrzysk Olimpijskich w Berlinie (1936), zdobywca Pucharu Europy Środkowej Amatorów (1930)

## Ordery i odznaczenia
- Srebrny Krzyż Zasługi (17 stycznia 1939)[6]